# 石堰镇
石堰镇，是中华人民共和国重庆市长寿区下辖的一个乡镇级行政单位。

## 行政区划
石堰镇下辖以下地区：
大塘村、兴隆村、石堰村、海天村、金星村、燕耳村、麒麟村、石坝村、普子村、狮子村、石安村、雨台村、木耳村、义和村、干坝村、朝阳村、高庙村、兴庄村、新寨村和新滩村。